# Ельсдорф-Вестермюлен
Ельсдорф-Вестермюлен (нім. Elsdorf-Westermühlen) — громада в Німеччині, розташована в землі Шлезвіг-Гольштейн. Входить до складу району Рендсбург-Екернферде. Складова частина об'єднання громад Гонер-Гарде.
Площа — 27,48 км2. Населення становить 1582 ос. (станом на 31 грудня 2020).